# Festival international du film de Nancy
Le Festival International du Film de Nancy, ou FIFN, est un évènement cinématographique annuel organisant des projections de courts et longs métrages ainsi que des rencontres, ateliers et concerts. Il se tient chaque année en fin d'été et accueille environ 10 000 personnes.

## Historique
Le festival est organisé pour la première fois en 1994 sous le nom de Aye Aye Film Festival par une association, Aye Aye VO, constituée d'étudiants en cinéma de l'Institut européen de cinéma et d'audiovisuel. Le nom du festival et de l'association font référence au aye-aye, un petit lémurien de Madagascar.
Au fil du temps, le festival s'ouvre à l'international et se renomme Festival International du Film de Nancy-Lorraine pour l'occasion.

## Organisation

### Sélections
Il y a plusieurs sélections en compétition : Internationale, Française, Labo (expérimental), Zizzz (films décalés) et Grande Région pour les courts métrages et la sélection Documentaire pour les longs métrages,,.
Tous les ans, une région ou un pays est à l'honneur. En 2023, c'est la Croatie qui était à l'honneur,. En 2022, la Finlande, en 2021 et 2020, le Japon, en 2019 la Corée du sud ou encore en 2018, les pays des Balkans.
Les films qui candidatent pour le festival s'inscrivent sur les plateformes ShortFilmDepot et FilmFreeway (pour les longs métrages). L'appel à films débute en général à la mi-décembre. Environ 2 800 films, issus du monde entier sont reçus tous les ans.

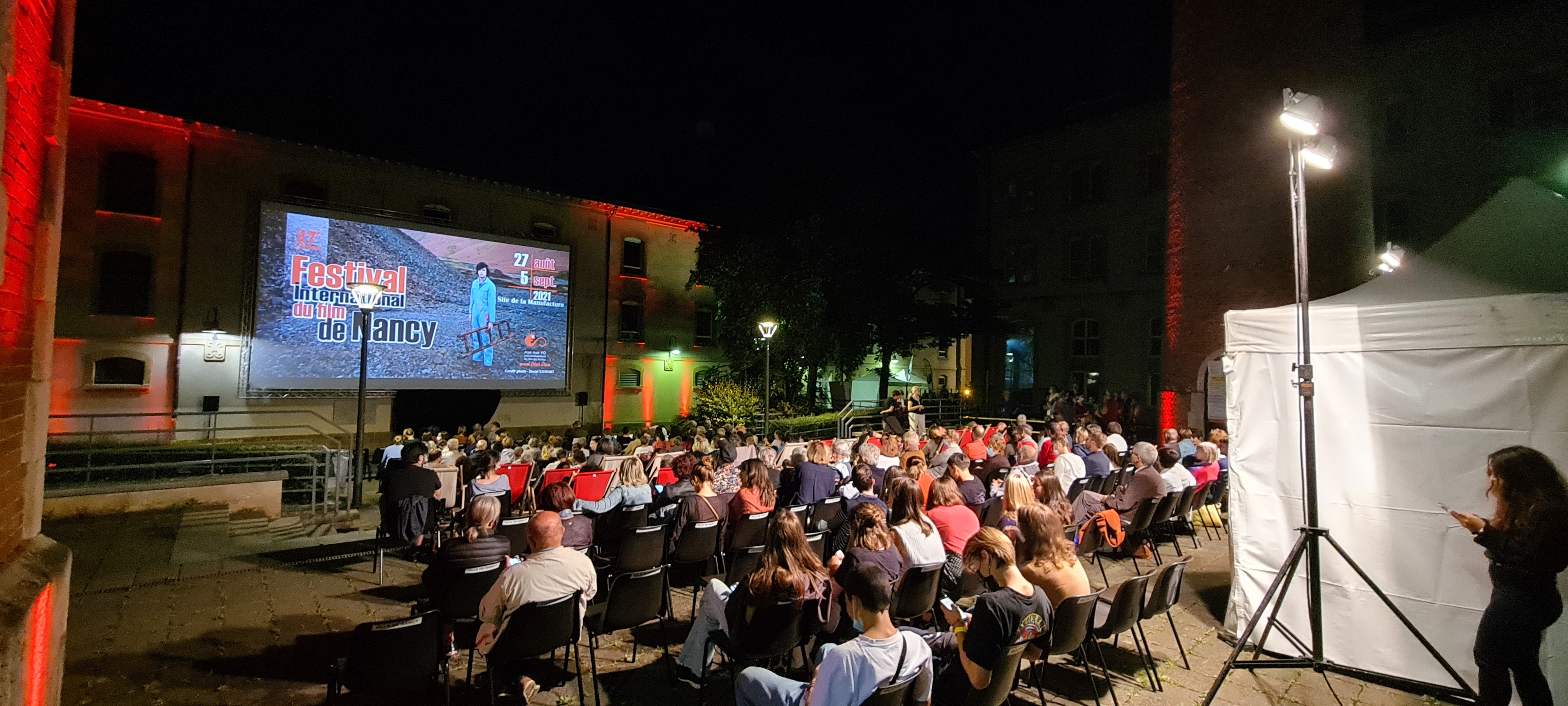
Séance en plein air dans la cour de la Manufacture, en 2021.

### Lieux
Durant 10 jours, une sélection de plus de 150 films est répartie sur une centaine de séances en salle ou en plein air dans différents endroits de la ville de Nancy : à l'IECA, au Conservatoire régional du Grand Nancy, au cinéma Caméo, au Goethe Institut, au Pôle Image, dans la cour de la Manufacture (cour Wresinski) pour les séances en plein air. La deuxième cour (la cour du marronnier) accueille quant à elle les concerts et la restauration (espace convivialité). Des séances délocalisées ont lieu également à Vandœuvre-lès-Nancy (CCAM et Médiathèque Jules Verne) et à Toul (cinéma Citéa).

## Autour du festival

### Festival de la Petite école du Film court
Le Festival de la Petite école du Film court est un festival de cinéma, annuel également, à destination des écoles et des collèges. Il se déroule en fin d'année, sur plusieurs semaines, depuis 2004.
Ce festival accueille des enfants de la grande section de maternelle jusqu'à la troisième, avec quatre sélections différentes pour s'adapter à l'âge des spectateurs. Ce festival a lieu en France, à Nancy et Vézelise, mais aussi en Macédoine du Nord, à Bitola. Sa volonté est d'initier et d'éduquer le jeune publique à l'image et au son. Par ailleurs, les films ayants reçus le plus de voix pendant le Festival de la Petite école du Film court se voient recevoir leur prix lors du Festival International du Film de Nancy.